# Matignicourt-Goncourt
Matignicourt-Goncourt település Franciaországban, Marne megyében. Lakosainak száma 156 fő (2022. január 1.). Matignicourt-Goncourt Cloyes-sur-Marne, Écriennes, Isle-sur-Marne, Luxémont-et-Villotte, Moncetz-l’Abbaye, Norrois, Orconte és Thiéblemont-Farémont községekkel határos.

## Népesség
A település népességének változása:
| Lakosok száma | 119  | 113  | 114  | 115  | 143  | 141  | 146  | 151  | 153  | 156  |
|               | 1968 | 1982 | 1990 | 2006 | 2013 | 2015 | 2017 | 2019 | 2020 | 2022 |